# Famille Arppe
Arppe est une famille finlandaise originaire de Turku dont une branche anoblie est enregistrée à la Maison de la noblesse de Finlande sous le numéro 233.

## Membres de la famille
- Anton Wilhelm Arppe (1789–1862), architecte
- Nils Ludvig Arppe (1803–1861), entrepreneur
- Adolf Edvard Arppe (1818–1894), Recteur de l'université d'Helsinki, l'Arppeanum est nommé en son honneur.
- August Fredrik Arppe (1854–1925), directeur de théâtre
- Gustaf Arppe (1884–1967), directeur d'entreprise
- Julia Eva Maria Genetz (née Arppe, morte en 1931),
- Catalina Sofia von Essen (née Arppe) ,
- Erik Arppe (1892–1977), magicien
- Sylva Arppe (1905–1997), écrivain
- Olli Arppe (1930–2016), joueur de basket-ball